# Sarah Carter
Sarah Carter, född 30 oktober 1980 i Winnipeg i Manitoba, är en kanadensisk skådespelare.

## Filmografi
| År   | Film                 | Roll           | Övrigt          |
| ---- | -------------------- | -------------- | --------------- |
| 2002 | K-9: P.I. (video)    | Babe           |                 |
| 2003 | Final Destination 2  | Shaina         |                 |
| 2004 | Haven                | Chanel         |                 |
| 2005 | Berkeley             | Alice          |                 |
| 2006 | Skinwalkers          | Katherine      |                 |
| 2006 | DOA: Dead or Alive   | Helena Douglas |                 |
| 2006 | Pledge This!         | Kristen Haas   |                 |
| 2007 | Killing Zelda Sparks | Zelda Sparks   |                 |
| 2009 | Red Mist             | Kim            | post-production |
| 2009 | Misconceptions       | Lucy           | post-production |
| 2012 | Älska mig igen       |                |                 |

## TV
| År   | Serie                                                        | Roll                 | Övrigt                |
| ---- | ------------------------------------------------------------ | -------------------- | --------------------- |
| 2000 | Cold Squad                                                   | Libby Logan          | 'Root Cause'          |
| 2001 | Trapped                                                      | Claire Thorensen     | TV-film               |
| 2001 | Los Luchadores                                               | Maria Valentine      |                       |
| 2001 | The Immortal                                                 | Ellie                | The Good Squire       |
| 2001 | Mindstorm                                                    | Rayanna Armitage     |                       |
| 2001 | Wolf Lake                                                    | Brianna              | 'The Changing'        |
| 2001 | Wishmaster 3: Beyond the Gates of Hell                       | Melissa Bell         |                       |
| 2001 | Dark Angel                                                   | Katarina             | 'Boo'                 |
| 2002 | Undeclared                                                   | Evie                 | 'The Perfect Date'    |
| 2002 | The Sausage Factory                                          | Valerie              | 'Hang Ups'            |
| 2003 | Black Sash                                                   | Allie Bennett        |                       |
| 2003 | The Twilight Zone                                            | Amber                | 'Sunrise'             |
| 2003 | A Date with Darkness: The Trial and Capture of Andrew Luster | Sarah                |                       |
| 2005 | Boston Legal                                                 | Tracey Green         | 'It Girls and Beyond' |
| 2005 | Smallville                                                   | Alicia Baker         | 3 avsnitt (2004-2005) |
| 2005 | Entourage                                                    | Cassie               | 'The Sundance Kids'   |
| 2005 | Numb3rs                                                      | Nadine Hodges        | 3 avsnitt             |
| 2006 | Shark                                                        | Madeleine Poe        | 2006 - 2008           |
| 2007 | Eureka                                                       |                      | 1 avsnitt             |
| 2011 | Falling Skies                                                | Margaret             |                       |
| 2015 | Rogue                                                        | Agent Harper Deakins |                       |